# Nicolás Isasi
Nicolás Isasi (La Plata, 1987) è un regista, sassofonista, critico d'arte e professore argentino.
È il più giovane diplomato ad aver ottenuto il titolo di regista d'opera in Argentina ed ha raggiunto la Top Ten tra i giovani registi d’opera mondiali nel Concorso Internazionale NANO OPERA a Mosca. Ha ricevuto nella sua carriera molti riconoscimenti tra i quali è stato uno degli artisti selezionati per il simposio PQ 2024: Technologies in Theatre, Performance and Exhibition Design, organizzato dalla Quadriennale di Praga.

## Biografia

### Primi anni
Nicolás Isasi è nato a La Plata. Ha iniziato a studiare sassofono all'età di dieci anni presso il Conservatorio di Musica Gilardo Gilardi, fondato dal maestro Alberto Ginastera. Lì ha eseguito i suoi primi concerti e poco dopo è entrato a far parte dell'orchestra del conservatorio e suonando poi in diverse orchestre come L'Orquesta Estudiantil de Buenos Aires o l'Orquesta Filarmónica Latinoamericana. Durante la sua adolescenza, è stato uno spettatore abituale del Theatresports organizzato dalla La Plata Improvisation League nel Galpón de la Comedia. Si è interessato al cinema fin da quando era piccolo. Anche le arti visive fanno parte del suo universo. Da bambino, la madre e la nonna alimentavano la sua passione nei musei, nelle gallerie d'arte o ai concerti da dove osservava nel dettaglio i dietro le quinte che lo affascinavano. In un'intervista recentemente pubblicata ha ringraziato la sua nonna Jeannette, che lo ha portato per la prima volta all'opera. Dopo aver frequentato la scuola italiana Leonardo Da Vinci, si trasferisce a Buenos Aires per studiare cinema e opera.

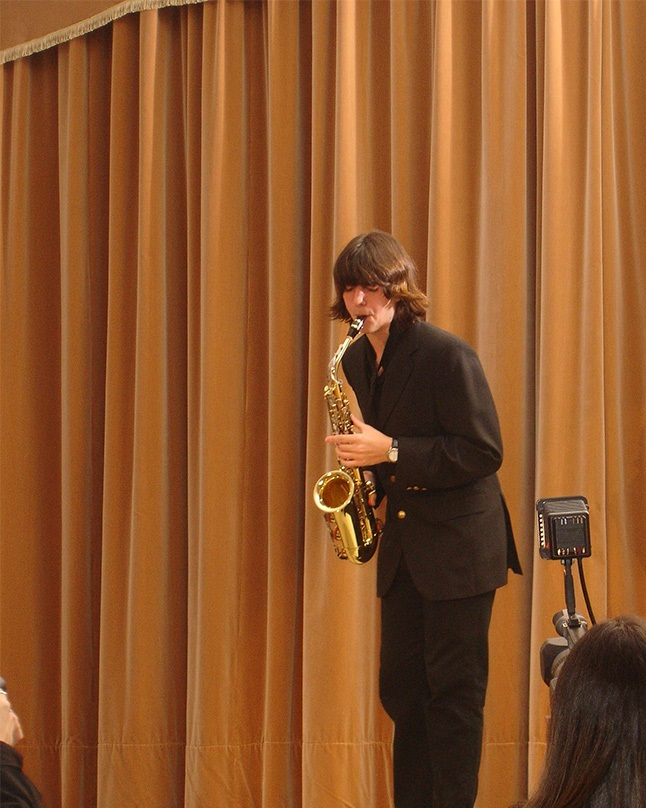
Isasi suonando il sax a 18 anni in uno spettacolo a La Plata (2005)

### Gioventù
Ha studiato all'Universidad del Cine, fondata dal prestigioso regista argentino Manuel Antin. Prima di finire l'università, ha iniziato a prepararsi per gli esami di ammissione all'ISATC (Istituto Superior di Arti del Teatro Colón) dove ha studiato regia d'opera nel Teatro Colón di Buenos Aires. È il più giovane diplomato ad aver ottenuto il titolo di regista d'opera in Argentina. Il giornale 0221 racconta: dall'età di 10 anni ha scelto l'arte, non solo come professione ma come stile di vita.
(Nicolás Isasi)
Nel 2011, parallelamente ai suoi studi teatrali, ha ricevuto una borsa di studio da Ibermedia per partecipare al seminario di regia EICTV presso il CECAN di Tenerife. Discepolo di Ponchi Morpurgo (figlia del compositore e direttore d’orchestra italiano Adolfo Morpurgo) e di Eduardo Lerchundi, ha lavorato nelle sue cattedre universitarie sia che nelle sue ultime produzioni artistiche. Come musicista ha suonato nell'Orquesta Estudiantil de Buenos Aires sotto la bacchetta del direttore d'orchestra e compositore argentino Guillermo Jorge Zalcman.

### Primi progetti come regista
La carriera cinematografica di Isasi ha inizio nel 2005. All'età di 17 anni ha realizzato il suo primo cortometraggio professionale intitolato Juntos. In quel periodo ha anche iniziato a collaborare come assistente alla regia e direttore di arte in diverse produzioni cinematografiche. Il suo primo cortometraggio animato, Paseo en el Bosque, ha partecipato al festival Hojas en blanco presso il Centro Culturale Pasaje Dardo Rocha a La Plata. Il suo cortometraggio Intersection è un'opera introspettiva che, in tono di mistero e suspense, parla del legame tra la vita e la morte. Girato all'età di 20 anni nella casa di Eric Alport Puleston e al Museo di Scienze Naturali di La Plata, questo è il suo primo lavoro in 16 mm proiettato all'estero, partecipando al Festival Internazionale del film di Cusco.
(Nicolás Isasi)

## Carriera

Il Teatro Colón, sede degli studi operistici di Nicolás Isasi a Buenos Aires.

Tra 2007 e 2013 ha lavorato come assistente alle scene e costumi insieme a Ponchi Morpurgo ed Elizabeth Tarasewics nelle opere Rigoletto, Romeo y Julieta, La vedova allegra, Manon Lescaut, Il Trovatore, Tosca, Madama Butterfly, Doña Francisquita, L’enfant et les sortileges, La hora española, Le nozze di Figaro, The Old Maid and the Thief, Così fan tutte, Die Fledermaus, Don Giovanni, Amelia al ballo, Les Pêcheurs de Perles, L’amico Fritz, Cavalleria Rusticana e Il flauto magico per Juventus Lyrica nel Teatro Avenida di Buenos Aires. Nel 2012, durante i suoi studi di opera al Teatro Colón, Isasi ha messo in scena Le nozze di Figaro, la sua prima produzione operistica per la compagnia Opera Joven. Come regista d'opera ha presentato Bastien und Bastienne, Apollo et Hyacinthus e Le nozze di Figaro di Wolfgang Amadeus Mozart, La Canterina di Joseph Haydn e Cavalleria Rusticana di Pietro Mascagni.
La sua tesi di laurea al Teatro Colón è stata la prima argentina dell'opera americana Treemonisha di Scott Joplin. Dopo una dozzina di audizioni in cui furono trovati i solisti e il coro, si decise di eseguire una versione orchestrale. La grande sfida per gli artisti era che, non essendo un'opera di repertorio, tutti dovevano studiare e preparare il lavoro per la prima volta per poterlo eseguire. L'opera ha avuto un successo strepitoso con un gruppo di 60 giovani artisti di Argentina, Brasile e Cile provenienti dal Conservatorio di Musica Gilardo Gilardi, dai conservatori Manuel de Falla, López Buchardo, UNA e ISATC. In occasione del 90º anniversario del maestro Constantino Juri, si è tenuta una rappresentazione speciale in suo onore. Su questo progetto, il prestigioso quotidiano Buenos Aires Herald ha citato Nicolás Isasi in un articolo come segue:
(Pablo Bardin, Buenos Aires Herald)

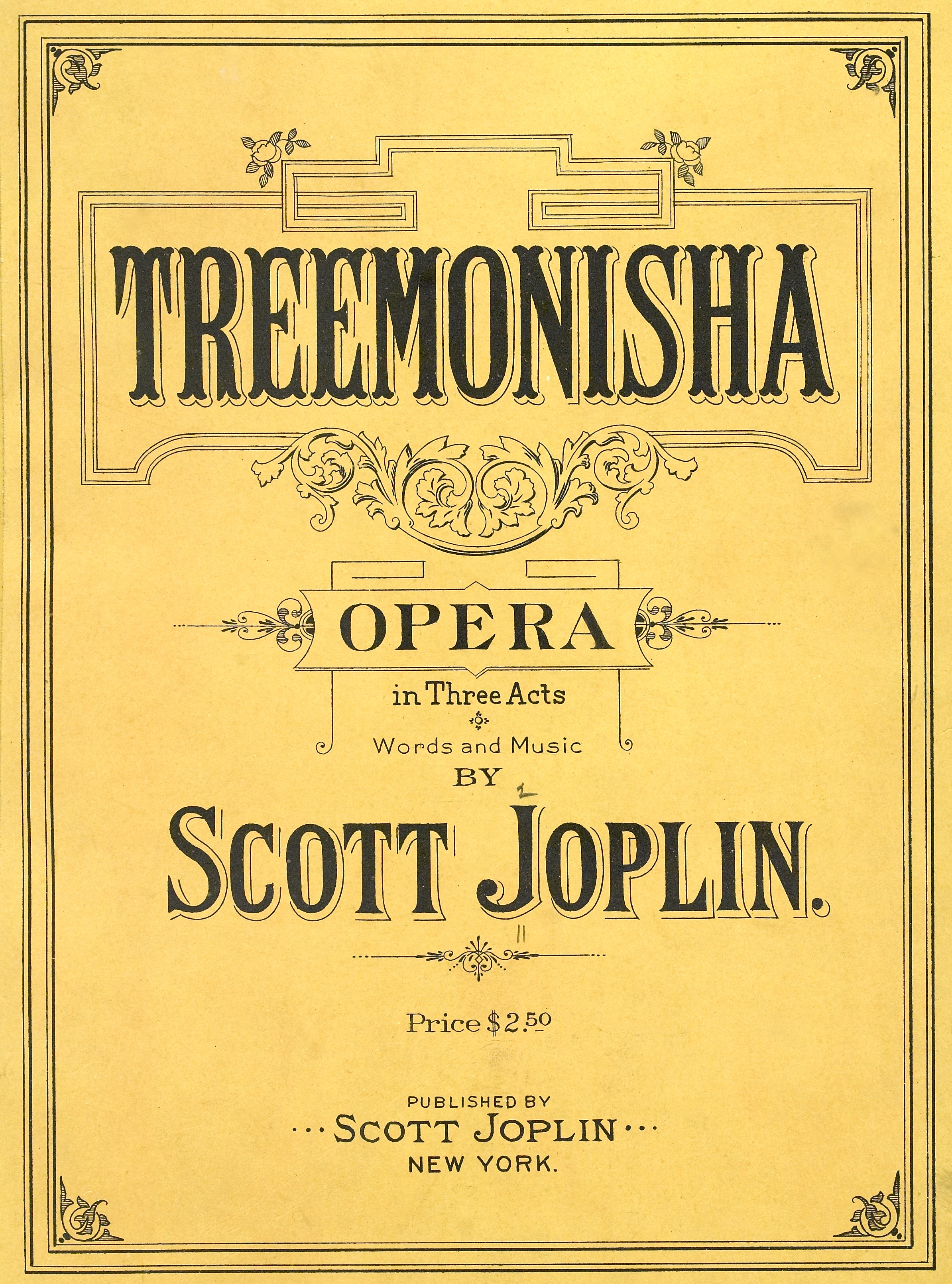
Copertina dello spartito di Treemonisha di Scott Joplin. La presentazione a Buenos Aires nel 2013 è stata la sua prima in Argentina.

Seguirono poi le opere Cavalleria Rusticana di Pietro Mascagni dove cantarono il baritono argentino Leonardo López Linares e il mezzosoprano uruguaiano Lucila Ramos Mañé e Il pipistrello di Johann Strauss II con la direzione d'orchestra di Silvina Peruglia per la celebrazione dei 20 anni di Opera Joven.
Dal 2016 lavora come assistente alla regia del regista polacco Michał Znaniecki in diversi progetti di opera, teatro e musical in Argentina, Polonia (Varsavia, Chozow, Cracovia e Stettino) e Italia (al Teatro San Carlo di Napoli). Nel 2018 è stato assistente alla scenografia dello scenografo italiano Luigi Scoglio nell'opera teatrale El Casamiento di Witold Gombrowicz al Teatro San Martín di Buenos Aires.
Insieme al Grupo Subsuelo, Isasi ha partecipato al festival internazionale italiano TACT (Festival Internazionale delle arti performative) a Trieste e ha fatto un tour europeo in Slovenia, Germania, Regno Unito e Spagna. La commedia dell'assurdo, che nel 2012 è stata premiata dal Fondo Nazionale dell'Arte Argentina nel concorso per opere inedite, è stata presentata in diverse città di Europa. Dopo l'Italia, hanno recitato all'Istituto di San Pietro (Lubiana), al Theatre X (Berlino), al Teater Outhouse (Dublino), e alla fine del tour l'opera si è esibita a Barcellona. All'inizio del 2023 è stato assistente alla regia di Mario Pontiggia presso l'ABAO (Asociación Bilbaína de Amigos de la Ópera) nel Palazzo Euskalduna di Bilbao. Nel 2024 lavora come assistente alla regia di Fernando Gomes nella Cantata Cénica Dom Garcia del compositore portoghese Joly Braga Santos, con libretto di Natália Correia e David Mourão-Ferreira. Dopo mezzo secolo, Dom Garcia è stata presentata in anteprima a Lisbona nel Grande Auditorium del Centro Cultural de Belém e nel monastero gotico di Alcobaza, considerato Patrimonio dell'Umanità dall'UNESCO, nella 32ª edizione del Festival Cistermusica.

### Nano Opera
Nel 2019 è stato l'unico artista argentino e latinoamericano semifinalista ed ha raggiunto il Top Ten (World Top Ten) tra i giovani direttori scenici d’opera mondiali nel Concorso Internazionale NANO OPERA per giovani registi d'opera organizzato dal Teatro Helikon della Russia (Mosca) e trasmesso dal canale Russia Culture per milioni di spettatori.
(Giornale 0221, 23 giugno 2019)
La sua partecipazione al concorso prevedeva un lavoro di analisi scritta prima della selezione e poi un lavoro con scene di opere di compositori come Giuseppe Verdi e Wolfgang Amadeus Mozart. Nicolás Isasi ha dichiarato nel giornale Clarín:
(Giornale Clarín, 15 agosto 2019)
Ha inoltre partecipato al Primo Festival Internazionale di Teatro Greco-Argentino di Buenos Aires e nelle ultime edizioni del Congresso Ellenico Internazionale Nostos presso l'Università di Buenos Aires (UBA). Nella sua lunga carriera professionale di artista poliedrico e diuomo universale, oltre alla regia, ha lavorato come scenografo, costumista, insegnante, produttore, art designer, assistente alla regia, video e sound artist, lighting designer, montatore, musicista, compositore, critico d'arte, programmatore, relatore, conferenziere e drammaturgo.

### Out of Mind
Il suo film Out Of Mind, sulla pandemia, è stato presentato in anteprima in Inghilterra, ha ricevuto il premio per il miglior film sperimentale all'Indie Online Film Festival, il premio speciale della giuria per il miglior attore per Andy Coast all'Europe Film Festival, il premio alla migliore composizione musicale per il pianista e compositore italiano Matteo Ramon Arevalos al Tamilnadu International Film Fest il premio per il miglior attore per Andy Coast e la miglior sceneggiatura per Angela Gentile al Sittannavasal International Film Festival e due menzioni d'onore al Bloomington Indiana Film Festival e al Festival del Cinema di Cefalù (Sicilia). La scrittrice Angela Gentile, poeta invitata all'Incontro iberoamericano per l'800º anniversario dell'Università di Salamanca, a commento di questo premio ha dichiarato in un'intervista:
(Angela Gentile, Contarte Cultura)
Out of Mind è stato proiettato anche in Italia, India, Ungheria, Germania, Svezia, Portogallo, Brasile, Stati Uniti, Canada, Giappone, Argentina e alla Biennale di València in Spagna. È stato selezionato al Nature & Culture – International Poetry Film Festival di Copenaghen come parte della Poetiske Fonotek, una collezione permanente internazionale di film di poesia iniziata nel 2020 e che ora conta più di 500 poesie audiovisive in tutte le lingue. Il presidente del festival greco di Agrinio ha scritto la seguente critica al film:
(George Louridas, Presidente dell'Agrinio International Film Festival)

### Prima europea
Il Palazzo di Mateus ha annunciato il debutto europeo di Nicolás Isasi come direttore di scena dell'opera nell'evento più importante della programmazione della XXXI edizione degli Incontri internazionali di musica della Casa de Mateus in Portogallo. La prima ha avuto un cast che ha segnato il ritorno in esclusiva europea dell'opera Le donne cambiate (1797) del compositore Marco Portogallo per la prima volta con strumenti d'epoca e in versione portoghese insieme all'Orchestra Barroca di Mateus al Teatro di Vila Real. Il giornale argentino Clarín ha evidenziato il singolare rapporto con Jorge Luis Borges nel suo articolo intitolato "Un giovane regista d'opera argentino, in connessione con Borges, anteprime in Portogallo":
(Nicolás Isasi, Diario Clarín)
La stampa portoghese ha evidenziato la partecipazione, l'accettazione e l'interesse del pubblico per questa produzione che nei prossimi mesi potrà raggiungere diversi palcoscenici portoghesi.
(Cultura Ao Minuto)

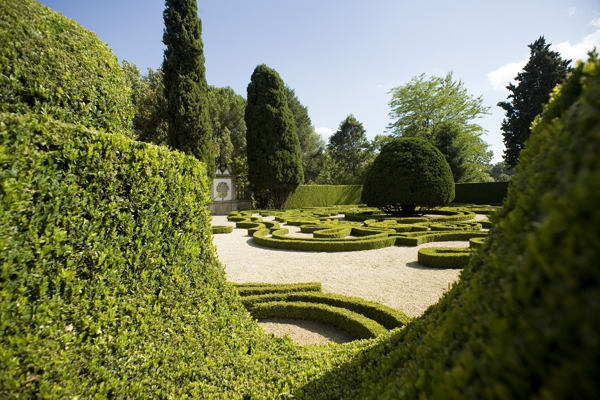
Giardini del Palazzo di Mateus a Vila Real

Secondo la Fondazione, la pietra miliare più affermativa del programma e della sua convivenza con la città è stata il 21 luglio, con la prima dell'opera barocca “As damas trocadas ou o diabo a quatro” di Marco Portogallo. Il processo di creazione ha avuto luogo nel palazzo, monumento nazionale portoghese dal 1910. Il programma culturale della Casa de Mateus attraversa musica, letteratura, danza e divulgazione scientifica, scommettendo su residenze artistiche multidisciplinari e la prima di un'opera. I documenti di questa nuova coproduzione del Teatro Vila Real e della Fondazione Casa de Mateus si basano su quelli di Rio de Janeiro. Il quotidiano di musica e pensiero mundoclasico.com ha scritto una recensione dal titolo "un'utopia cosmopolita", che è rimasta la più letta nella classifica per più di dieci giorni. Per quanto riguarda la regia e scenografia di Nicolás Isasi, ha considerato che:
(Mundoclasico, 11 agosto 2023)
Nel 2024, lavora come regista all'opera Aci e Galatea di Georg Friedrich Händel in Portogallo insieme all'orchestra barroca di Mateus e il coro Nova Era Vocal Ensemble sotto la bacchetta del direttore d'orchestra brasiliano Ricardo Bernardes. Quest'opera aveva dei piccoli dettagli sul mondo e la cultura greca come parte dell'identità visuale, tra maschere artigianali e virtuali, proiezioni e materiali vari come il neon in scena per realizzare un lavoro multidisciplinare. Un anno dopo As Damas Trocadas, la Fundación Casa de Mateus e il Teatro Vila Real tornano a produrre un'opera del repertorio barocco, la prima opera di Handel, rappresentata per la prima volta nel 1718, è una divertente mascherata pastorale su libretto inglese. La rivista musicale spagnola mundoclasico.com ha scritto: “Da questo punto di vista la regia di Nicolas Isási, un'iperbole di ingegno, mi è sembrata un successo completo (...) Isási è un regista che non ha la minima aspirazione didascalica, motivo per cui il pubblico del Teatro de Vila Real ha reagito in modo simile al pubblico londinese dell'epoca di Handel”.

### Landscapes for Freedom
Per il suo lavoro Landscapes for Freedom è stato uno degli artisti selezionati per il Projeto Libertinagem ed è stato distinto da Ala d'Artistas. Nel corso di tre mesi, con l'aiuto di quattro professionisti dell'arte, gli artisti selezionati, sconosciuti tra loro, hanno sviluppato diversi progetti legati alla scrittura creativa, alla fotografia, all'audiovisivo, alla musica, alla composizione, al teatro e alla performance. I lavori finiti sono stati presentati in un evento a Mira de Aire. Landscapes for Freedom è un film animato a mano con un messaggio di pace e speranza al mondo, basato sul trittico “Diving into the Earth” dell'artista ucraina Olena Morkhovska, con musica del compositore italiano Matteo Ramon Arevalos e poesia di Ivan Franko. Landscapes for Freedom è stato proiettato in Inghilterra, Ucraina e Italia, selezionato al Frome International Climate Film Festival, Dispatches of War, al BCT – Festival Benevento Cinema e Televisione e semifinalista al Batangas Balisong Film Festival nelle Filippine. È stato proiettato anche in Messico e al Museo del Cinema di Buenos Aires. È stato vincitore del Tribute Award nel 15th Latino and Native American Film Festival degli Stati Uniti e partecipato al Festival Passagens 2025 a Barreiro organizzato per Humans Before Borders.
È stato recentemente selezionato per il prestigioso festival di animazione ucraino LINOLEUM. Il Festival di Animazione Contemporanea e Arti Mediali LINOLEUM è il più grande festival di animazione in Ucraina. Grazie all'approccio sottile e semplice del cortometraggio al messaggio di pace, sarà proiettato nella sezione Bambini e Adolescenti dedicata al pubblico giovane.

## Quadriennale di Praga
Il progetto scenografico creato da Nicolás Isasi per l'opera As Damas Trocadas è uno degli artisti selezionati per il PQ 2024 insieme ad altri 30 tra centinaia in tutto il mondo per partecipare al Simposio della Quadriennale di Praga 2024, Technologies in Theatre, Performance and Exhibition Design, organizzato dalla Quadriennale di Praga per la Performance e lo Space Design, uno dei più importanti in spettacolo e progettazione dello spazio teatrale.
È uno degli artisti selezionati per il PQ 2024: Technologies in Theatre, Performance and Exhibition Design, organizzato dalla Quadriennale di Praga per la Performance e lo Space Design. Dopo essere stato l'unico latinoamericano a raggiungere la semifinale del IV Concorso Internazionale Nano Opera per giovani registi d'opera, Isasi ha continuato a lavorare con un nuovo progetto operistico in cui ha cercato di citare Jorge Luis Borges e ha avuto l'approvazione di María Kodama, vedova dell'iconico scrittore argentino. Il progetto scenografico creato da Nicolás Isasi per l'opera Le donne cambiate (1797), che riguardava l'idea del labirinto e il rapporto tra Marcos Portugal e Jorge Luis Borges, è stato selezionato tra migliaia di proposte provenienti da tutto il mondo per presentare il suo progetto al simposio della Quadriennale di Praga nella Repubblica Ceca.
Al cinema-teatro Veletov della capitale ceca si sono potute vedere le creazioni animate realizzate da Isasi e Daniel Di Paola per la scenografia di detta opera, che fa riferimento ai labirinti borgesiani.

## Professore

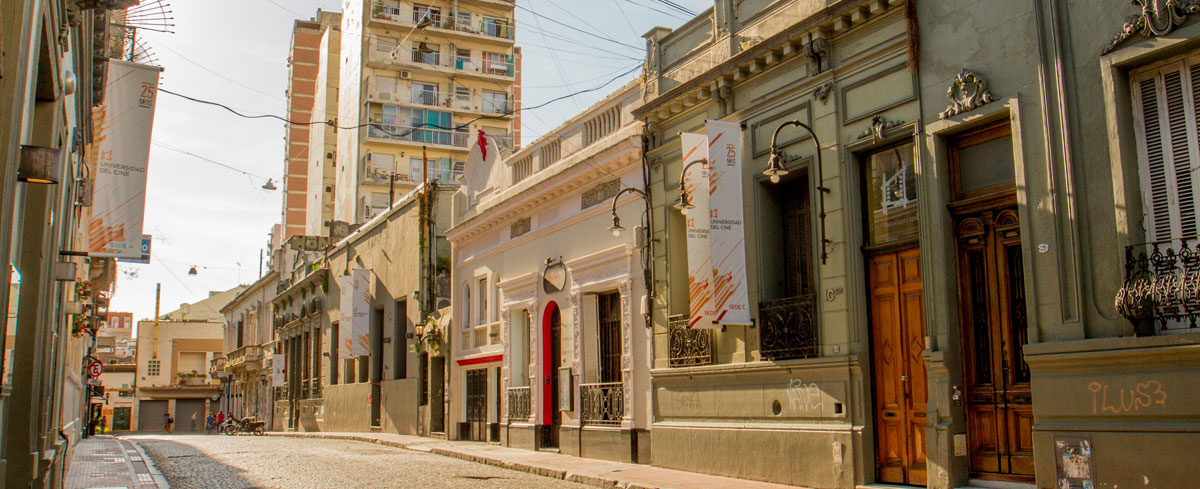
Universidad del Cine a Buenos Aires

Da oltre un decennio, svolge le funzioni di Professore oltre che all'università del Cinema nelle cattedre degli scenografi e costumisti argentini Ponchi Morpurgo e Eduardo Lerchundi, e anche nel Laboratorio di Scenografia. Nelle scuole secondarie di primo grado, partecipa nelle sottocommissioni agli esami di Stato conclusivo del primo ciclo di istruzione. I suoi studenti di musica hanno vinto il Primo Premio Nazionale di Musica al Festival Shakespeare en la Escuela sponsorizzato dall'Ambasciata Britannica a Buenos Aires con un brano ispirato alla musica rinascimentale basata su Romeo e Giulietta di William Shakespeare.
Ha preparato musicalmente i suoi studenti di musica in Argentina per il concorso italiano "In coro per un sogno" organizzato dal comune di Busca, provincia di Cuneo in Piemonte.
(Quotidiano Piemontese)
Nel 2021, insieme al professore Jorge Troisi Melean, ha condotto il ciclo Opera e Storia II: Italia e Spagna, con particolare attenzione alla storia dell'opera italiana per la Fundación Ortega y Gasset. In occasione del 700º anniversario della morte del poeta italiano Dante Alighieri, è invitato dall'Associazione Dante Alighieri della città di La Plata a tenere una breve conferenza su "La musica al tempo di Dante".
Nel 2025 è stato selezionato per partecipare al 3° Congresso Internazionale AHAS su Storia, Archeologia, Patrimonio Culturale e Comunicazione a Sabrosa, dove ha presentato il suo lavoro Cinema e Poesia, dal Patrimonio Rurale al Museo, mostrando un work in progress delle sue prossime opere cinematografiche.
Nello stesso anno, Isasi ha partecipato al Congresso Internazionale Florencio Sánchez in onore del 150° anniversario della nascita del drammaturgo uruguaiano. Organizzata dall'Accademia Argentina di Lettere in collaborazione con l'Istituto di Arti Performative Dr. Raúl H. Castagnino della Facoltà di Filosofia e Lettere dell'Università di Buenos Aires, con la partecipazione speciale dell'Accademia Nazionale di Lettere dell'Uruguay. La sua conferenza, intitolata "Il teatro del Rio de la Plata nel cinema", rifletteva parte della simbiosi teatrale e cinematografica che si estendeva dal circo e dal teatro creolo al mondo del cinema.

## Critico d'arte
Durante gli anni della sua formazione accademica, pubblica i primi articoli e recensioni cinematografiche sul sito Comentarios de Cine, sulla rivista Número Zero (Buenos Aires) e su Azucar Magazine & Art Gallery (Berlino), rivista digitale che promuove varie discipline artistiche su temi delle arti visive, della musica e del cinema.
Dal 2010 Isasi ha scritto centinaia di pubblicazioni, tra saggi, critiche, interviste e recensioni per trasmissioni nazionali e internazionali, come il Ravenna Festival, e su artisti come Alberto Sordi, Dario Fo, Anish Kapoor, Ástor Piazzolla, Amelita Baltar, Mariano Mores, Martha Argerich, Daniel Barenboim, Riccardo Muti, Paul McCartney, Mary McCartney, Zubin Metha, Emanuele Arciuli, Arthur Elgort, Werner Bischof, Michel Legrand, Rebecca Dautremer, Robert Wilson, Chick Corea, Juan Diego Flórez, Dennis Russell Davies, Krzysztof Penderecki, Banksy, Plácido Domingo, A-ha, Alan Parsons, Air Supply, Julian Lennon, Creedence Clearwater Revival, William Turner, Sinead O’Connor, Gloria Gaynor, John Malkovich, On Kawara o Yoko Ono, tra altri, per giornali, riviste e libri di cinema, teatro, musica, opera, danza, arti visive, televisione, concerti, mostre, festival e recital dove riflette sull'esperienza accumulata durante la sua carriera di spettatore, osservatore, critico e regista.
Ha scritto più di 500 articoli, saggi e recensioni artistiche pubblicati in diverse lingue su diversi libri, riviste e giornali nazionali e internazionali come El arte de la fuga (Madrid), Harmonia e Chiado (Lisbona), The Pandect (Pondicherry), Moog (Montevideo) o il giornale El Día (La Plata). Nel corso degli anni ha intervistato personalità dell'arte come Eugenio Barba, André Rieu, Ewen Bremner, Damián Szifrón, Oscar Martínez, Andy Muschietti, Julio Bocca, Lucila Gandolfo, César Paternosto, Carlos Bellisomi, Marcela Fiorillo, Alicia Węgorzewska, Dee Tomasetta, Thomas Miller o Tilka Jamnik. Il quotidiano di La Plata racconta: "da più di dieci anni scrive di cinema con un amico, cercando di condividere e incoraggiare il pubblico a rapportarsi più da vicino con l'arte e seguendo il teatro, la fotografia, la musica, la danza e le arti visive. Ha scritto per giornali e riviste nazionali in Spagna, Germania e Uruguay.
(Nicolás Isasi)
Come critico cinematografico, per più di un decennio ha frequentato frequentemente le ultime edizioni dei festival cinematografici internazionali di Cracovia, FMF, Festival Internazionale del Cinema di Berlino, BAFICI, FIVA, Festival internazionale del cinema di Mar del Plata, Pantalla Pinamar, Espanoramas, Uncipar, Festival de cine francés de Buenos Aires, Festival Inusual, IndieLisboa Festival Internacional de Cinema, FUSO, Monstra, Festa do Cinema Italiano, Festival de cinema Francês, Festival Internacional de Cinema sobre Migração, FestiFreak e FESAALP. È stato anche programmatore e presentatore dei cicli cinematografici greci organizzati da Ser Griegos in diversi teatri del CABA, nella provincia di Buenos Aires, La Plata, Ensenada, Berisso e Bolivar. Nicolás Isasi è stato uno degli organizzatori del Primo Festival Ragtime in Argentina, dove grandi musicisti americani di ragtime come Bryan Wright, Brian Holland e Danny Coots hanno suonato al Centro Cultural Recoleta di Buenos Aires.
Ha lavorato alla curatela e alla preparazione dei cataloghi per le cerimonie di apertura e chiusura di numerose mostre d'arte. Fa parte del team Ala d’Artistas come curatore delle arti performative. Relatore in diversi seminari, corsi, cicli cinematografici e teatrali, nel 2020 esegue un ciclo operistico in otto capitoli. Ha lavorato anche curando e preparando cataloghi per aperture o chiusure di numerose mostre artistiche, ha partecipato al Primo Festival Internazionale del Teatro Greco-Argentino e al Congresso Internazionale Ellenico Nostos 2022 presso la Facoltà di Scienze Economiche dell'università di Buenos Aires sotto gli auspici dell'Ambasciata di Grecia in Argentina.

## Filmografia
Elenco dei film fino al 2024.
| Anno | Titolo                     | Regia | Sceneggiatura | Arte | Assist. Regia |
| 2005 | Juntos                     |       |               |      |               |
| 2005 | El Silencio                |       |               |      |               |
| 2005 | Vecinos                    |       |               |      |               |
| 2005 | La mujer del piano         |       |               |      |               |
| 2006 | Tentaciones                |       |               |      |               |
| 2006 | Cambalache                 |       |               |      |               |
| 2007 | El árbol                   |       |               |      |               |
| 2007 | Doctor's Jazz Band         |       |               |      |               |
| 2007 | Noche                      |       |               |      |               |
| 2007 | Mientras Inglaterra Duerme |       |               |      |               |
| 2007 | La arena                   |       |               |      |               |
| 2007 | El eslabón fallido         |       |               |      |               |
| 2007 | Paseo por el bosque        |       |               |      |               |
| 2008 | Intersección               |       |               |      |               |
| 2008 | Isósceles                  |       |               |      |               |
| 2008 | Los extranjeros            |       |               |      |               |
| 2008 | De tres cuerpos            |       |               |      |               |
| 2008 | Impunidad                  |       |               |      |               |
| 2009 | Fantasma de Buenos Aires   |       |               |      |               |
| 2010 | Las veinte primaveras      |       |               |      |               |
| 2010 | El teatro de Howell        |       |               |      |               |
| 2011 | graFEETi                   |       |               |      |               |
| 2013 | Mi nombre es Arturo        |       |               |      |               |
| 2014 | The Awakening              |       |               |      |               |
| 2015 | Perdidos en la ciudad      |       |               |      |               |
| 2021 | OUT OF MIND                |       |               |      |               |
| 2024 | Gala & Kiwi                |       |               |      |               |
| 2024 | Landscapes for Freedom     |       |               |      |               |

## Opera
Elenco delle opere fino al 2024.
| Anno | Titolo                        | Regia | Scenografia | Asisst. Regia | Assist. Costumi | Assist. di Prod. |
| 2007 | Rigoletto                     |       |             |               |                 |                  |
| 2007 | Madama Butterfly              |       |             |               |                 |                  |
| 2007 | El niño y los sortilegios     |       |             |               |                 |                  |
| 2007 | Doña Francisquita             |       |             |               |                 |                  |
| 2007 | L'Heure espagnole             |       |             |               |                 |                  |
| 2008 | Romeo e Giulietta             |       |             |               |                 |                  |
| 2008 | Le nozze di Figaro            |       |             |               |                 |                  |
| 2008 | Il barbere di Siviglia        |       |             |               |                 |                  |
| 2009 | La vedova allegra             |       |             |               |                 |                  |
| 2009 | The Old Maid and the Thief    |       |             |               |                 |                  |
| 2009 | Amelia al ballo               |       |             |               |                 |                  |
| 2009 | La vedova allegra             |       |             |               |                 |                  |
| 2010 | Manon Lescaut                 |       |             |               |                 |                  |
| 2010 | Così fan tutte                |       |             |               |                 |                  |
| 2011 | Gianni Schicchi               |       |             |               |                 |                  |
| 2011 | Il pipistrello                |       |             |               |                 |                  |
| 2011 | Le Pêcheur de perles          |       |             |               |                 |                  |
| 2011 | Il trovatore                  |       |             |               |                 |                  |
| 2012 | Le nozze di Figaro            |       |             |               |                 |                  |
| 2012 | The Bohemian Girl             |       |             |               |                 |                  |
| 2012 | Trouble in Tahiti             |       |             |               |                 |                  |
| 2012 | Tosca                         |       |             |               |                 |                  |
| 2012 | Don Giovanni                  |       |             |               |                 |                  |
| 2012 | L'amico Fritz                 |       |             |               |                 |                  |
| 2012 | Cavalleria Rusticana          |       |             |               |                 |                  |
| 2013 | Il flauto magico              |       |             |               |                 |                  |
| 2013 | L'Enfant et les sortilèges    |       |             |               |                 |                  |
| 2013 | Bastien und Bastienne         |       |             |               |                 |                  |
| 2013 | Treemonisha                   |       |             |               |                 |                  |
| 2013 | Apollo et Hyacinthus          |       |             |               |                 |                  |
| 2014 | Porgy and Bess                |       |             |               |                 |                  |
| 2014 | Luisa Fernanda                |       |             |               |                 |                  |
| 2014 | La canterina                  |       |             |               |                 |                  |
| 2014 | Cavalleria Rusticana          |       |             |               |                 |                  |
| 2015 | Il Pipistrello                |       |             |               |                 |                  |
| 2017 | Il ritorno d'Ulisse in patria |       |             |               |                 |                  |
| 2017 | I racconti di Hoffmann        |       |             |               |                 |                  |
| 2017 | Il Trovatore                  |       |             |               |                 |                  |
| 2017 | Pagliacci                     |       |             |               |                 |                  |
| 2018 | L'Arianna                     |       |             |               |                 |                  |
| 2019 | Flis                          |       |             |               |                 |                  |
| 2020 | María de Buenos Aires         |       |             |               |                 |                  |
| 2023 | Tosca                         |       |             |               |                 |                  |
| 2023 | Le donne cambiate             |       |             |               |                 |                  |
| 2024 | Aci e Galatea                 |       |             |               |                 |                  |

## Teatro
Elenco delle opere teatrali fino al 2024.
| Anno      | Titolo                   | Asisst. Regia | Assist. de Scen. | Multimedia | Dramaturgo |
| 2011-2012 | La cantatrice calva      |               |                  |            |            |
| 2012-2013 | Gala Veneciana           |               |                  |            |            |
| 2013-2015 | Más allá de esas sierras |               |                  |            |            |
| 2017-2019 | Piso 35                  |               |                  |            |            |
| 2018      | Los hilos de Ariadna     |               |                  |            |            |
| 2018      | El casamiento            |               |                  |            |            |
| 2021      | Dante 700                |               |                  |            |            |
| 2014-2021 | El huérfano feliz        |               |                  |            |            |
| 2022      | Ni un taxi               |               |                  |            |            |
| 2024      | Dom Garcia               |               |                  |            |            |

## Eventi
Festival Internacional Encuentros
Partecipa come assistente alla regia all'opera Trouble in Tahiti di Leonard Bernstein organizzata dalla Fondazione Encuentros nell'ambito del 44º Festival Internazionale Incontri di Musica Contemporanea creato dalla compositrice argentina Alicia Terzian nella città di Buenos Aires.
I Encuentro de Ragtime en Argentina
Nel 2014 è stato uno dei fondatori del Primo Incontro Ragtime in Argentina tenutosi presso il Centro Cultural Recoleta, con la partecipazione di rinomati musicisti ragtime come Brian Holland, Brian Wright, Danny Coots, Larisa Mygachyov e Brooks Christensen.
Festival Shakespeare en la Escuela
I suoi studenti di musica sono stati vincitori del Primo Premio Nazionale di Musica al Festival Shakespeare promosso dall'Ambasciata di Gran Bretagna a Buenos Aires con una canzone ispirata alla musica rinascimentale basata sull'opera Romeo e Giulietta di William Shakespeare.
I Festival Internacional de Teatro Greco-Argentino
Convocato da Ser Griegos, è stato presentatore al convegno “Medea. Marchio teatrale nell'attuale cinema greco” al Primo Festival Internazionale del Teatro Greco-Argentino organizzato dall'Associazione Culturale Hellenic Nostos e dall'Ambasciata Greca presso il Centro Culturale di Cooperazione.
Al tempo di Dante: Música
In occasione del 700º anniversario della morte del poeta italiano Dante Alighieri, è invitato dall'Associazione Dante Alighieri della città di La Plata a tenere una breve dissertazione storico musicale su "La musica al tempo di Dante".

## Premi e riconoscimenti
- Artista selezionato dalla Quadriennale di Praga per il PQ 2024: Technologies in Theatre, Performance and Exhibition Design, organizzato a Praga, Repubblica Ceca (2024).[112]
- Tutte le nomination, le menzioni e i premi per OUT OF MIND nei festival cinematografici internazionali (2021-2024).[113]
- Distinzione da parte di Ala d'Artistas in Projeto Libertinagem per Landscapes for Freedom a Mira de Aire, Portogallo (2023).[114]
- Nel 2019 è stato inserito da NANO OPERA nella classifica dei 10 registi più importanti del mondo, organizzata dal Teatro Helikon di Mosca, Russia (2019).[115]
- Primo Premio Nazionale di Musica al Festival Shakespeare promosso dall'Ambasciata di Gran Bretagna a Buenos Aires (2016).
- Borsista Ibermedia per il seminario di regia EICTV presso il Centro di Studi Cinematografici delle Isole Canarie (CECAN) a Tenerife, Spagna (2011).
- Diploma conferito da Ser Griegos in riconoscimento del suo prezioso contributo all'interpretazione del cinema greco (2011).
- Premio Forte Barragan, Provincia di Buenos Aires (2006).

| Anno | Categoria                 | Film                   | Paese                  | Festival                                  |
| ---- | ------------------------- | ---------------------- | ---------------------- | ----------------------------------------- |
| 2021 | Miglior Attore            | Out of Mind            | Inghilterra (bandiera) | Europe Film Festival                      |
| 2022 | Miglior Film Sperimentale | Out of Mind            | Inghilterra (bandiera) | Indie Online Film Festival                |
| 2022 | Menzione d'onore          | Out of Mind            | Stati Uniti (bandiera) | Bloomington Film Festival                 |
| 2022 | Menzione d'onore          | Out of Mind            | Italia (bandiera)      | Festival del Cinema di Cefalù             |
| 2022 | Miglior Sceneggiatura     | Out of Mind            | India (bandiera)       | Sittannavasal International Film Festival |
| 2022 | Miglior Attore            | Out of Mind            | India (bandiera)       | Sittannavasal International Film Festival |
| 2022 | Miglior Attore            | Out of Mind            | Bahrein (bandiera)     | Bahrain Indie International Film Festival |
| 2022 | Miglior Film Sperimentale | Out of Mind            | Bahrein (bandiera)     | Bahrain Indie International Film Festival |
| 2022 | Miglior Colonna Sonora    | Out of Mind            | India (bandiera)       | Tamilnadu International Film Fest         |
| 2023 | Miglior Film Fantasy      | Out of Mind            | Stati Uniti (bandiera) | Angaelica Film Festival                   |
| 2024 | Menzione d'onore          | Landscapes for Freedom | India (bandiera)       | Women’s Bioscope Film Festival            |
| 2025 | Tribute Award             | Landscapes for Freedom | Stati Uniti (bandiera) | 15th Latino & Native American Film Fest   |